# Alain Chabat

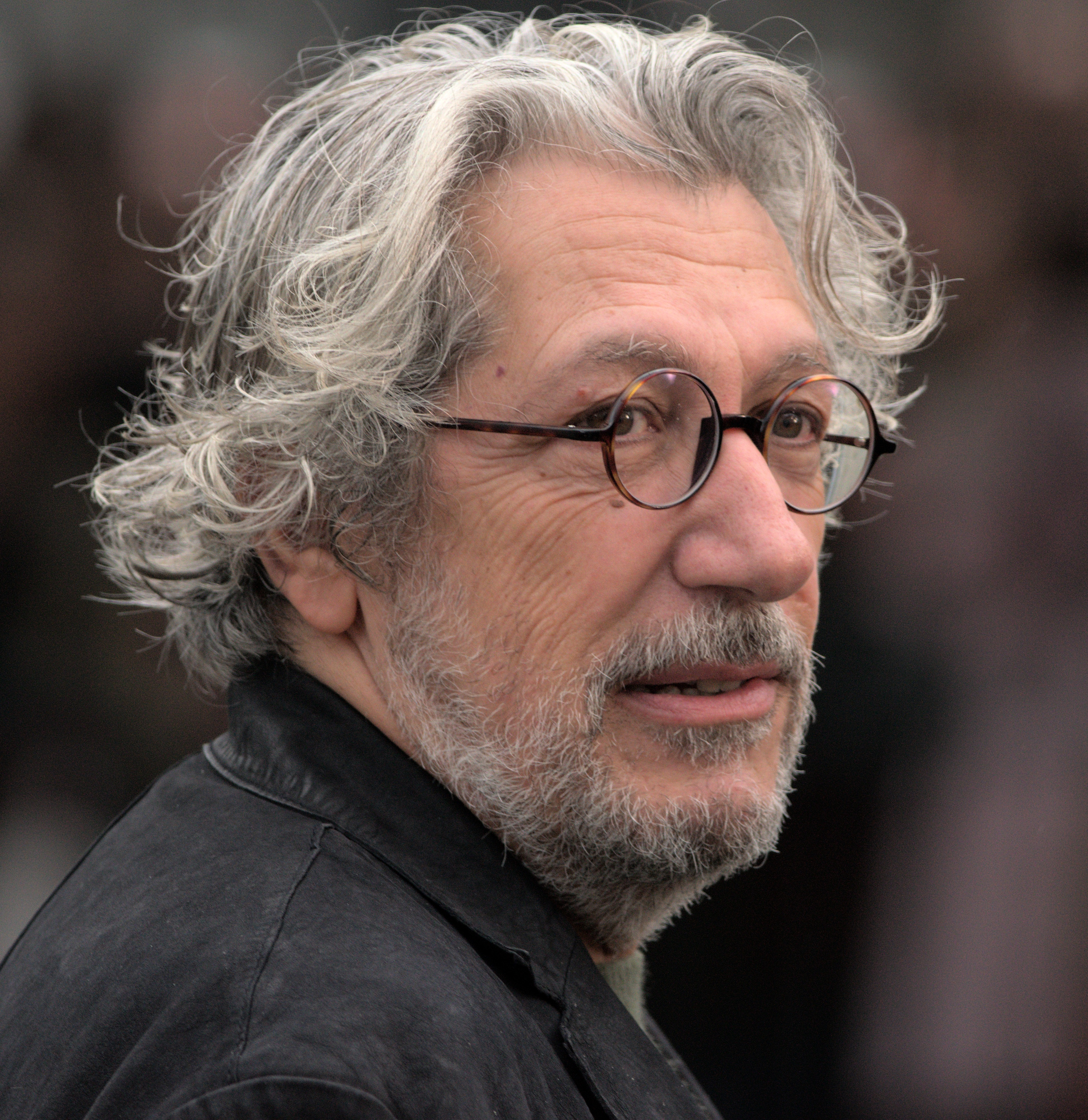
Alain Chabat (2019)

Alain Yves Stéphane Chabat (* 24. November 1958 in Oran, Algerien) ist ein französischer Schauspieler, Filmproduzent, -regisseur und Drehbuchautor.

## Leben
Chabat, der 1963 mit seiner Familie aus Algerien nach Frankreich kam, begann seine schauspielerische Karriere in den 1980er Jahren mit komödiantischen Auftritten im Fernsehen. 1995 brachte ihm eine Hauptrolle unter der Regie von Josiane Balasko in der Komödie Eine Frau für Zwei, die in Frankreich ein Kinohit war, seine erste Nominierung für den französischen Filmpreis César ein. Er spielte darin einen untreuen Ehemann, dessen Frau mit einer Lesbe anbändelt.
Im Jahr 1997 führte Alain Chabat bei der Komödie Didier erstmals selbst Regie. Für den Film, in dem er auch eine der Hauptrollen – einen Hund in Menschengestalt – spielte, wurde er mit einem César in der Kategorie Bestes Erstlingswerk ausgezeichnet. 1997 spielte er auch eine Hauptrolle in Alain Corneaus düsterem Polizeithriller Le Cousin – Gefährliches Wissen.
Größere internationale Bekanntheit erlangte er 2002 als Regisseur, Koproduzent und Drehbuchautor der an den Kinokassen sehr erfolgreichen Comicverfilmung Asterix und Obelix: Mission Kleopatra, in der er zudem die Rolle des Julius Cäsar spielte. Für diese Rolle war er 2002 bei der Verleihung des Europäischen Filmpreises für einen Publikumspreis nominiert.
Alain Chabat hat einen Sohn und zwei Töchter.

## Filmografie (Auswahl)
- 1990: Baby Blood
- 1994: La cité de la peur

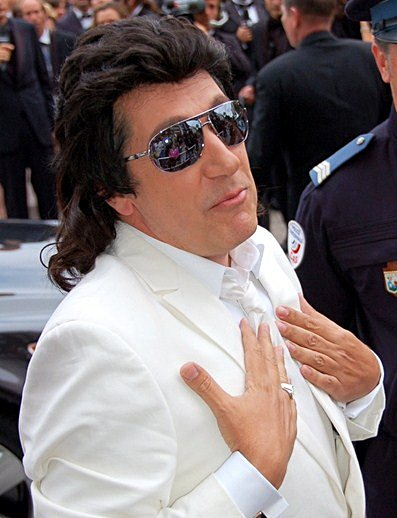
Chabat im Kostüm des Gilles Gabriel (aus La personne aux deux personnes) bei den 62. Filmfestspielen von Cannes (2008)

- 1995: Eine Frau für Zwei (Gazon maudit)
- 1996: Beaumarchais – Der Unverschämte (Beaumarchais, l’insolent)
- 1997: Didier – auch Regie und Drehbuch
- 1997: Le Cousin – Gefährliches Wissen (Le cousin)
- 1999: Sandrine sieht rot (Trafic d’influence)
- 1999: La Débandade
- 2000: Lust auf Anderes (Le goût des autres)
- 2001: L’Art (délicat) de la séduction
- 2002: Asterix und Obelix: Mission Kleopatra (Astérix & Obélix: Mission Cléopâtre) – auch Regie und Drehbuch
- 2003: Chouchou
- 2003: Les clefs de bagnole
- 2004: RRRrrrr!!! – auch Regie und Drehbuch
- 2004: Happy End mit Hindernissen (Ils se marièrent et eurent beaucoup d’enfants)
- 2006: Science of Sleep – Anleitung zum Träumen (La science des rêves)
- 2006: Prête-moi ta main – auch Produktion
- 2008: La personne aux deux personnes – auch Produktion
- 2008: 15 ans et demi …
- 2009: Nachts im Museum 2 (Night at the Museum: Battle of the Smithsonian)
- 2009: Der kleine Haustyrann (Trésor)
- 2009: Le siffleur
- 2010: Babys (Bébés) (Dokumentarfilm) – Produktion
- 2011: Der Krieg der Knöpfe (La guerre des boutons)
- 2012: Auf den Spuren des Marsupilami (Sur la piste du Marsupilami) – auch Regie, Drehbuch und Produktion
- 2012: Noch tausend Worte (A Thousand Words) – Regie: Brian Robbins – auch Produktion
- 2012: Ice Age 4 – Voll verschoben (Ice Age: Continental Drift) (Stimme im englischen Original)
- 2013: Große Jungs – Forever Young (Les gamins)
- 2013: Der Schaum der Tage (L’écume des jours)
- 2014: Réalité
- 2017: Valerian – Die Stadt der tausend Planeten (Valerian and The City of A Thousand Planets)
- 2017: Santa & Co. – Wer rettet Weihnachten? (Santa & Cie) – auch Regie, Drehbuch und Produktion
- 2019: Play
- 2020: Bon Voyage – Ein Franzose in Korea (#Jesuislà)
- 2024: Beating Hearts (L’amour ouf)

## Auszeichnungen
- 1996: Nominierung für den César in der Kategorie Bester Hauptdarsteller für Eine Frau für Zwei
- 1998: César in der Kategorie Bestes Erstlingswerk und Nominierung in der Kategorie Bester Hauptdarsteller für Didier
- 2001: Nominierung für den César in der Kategorie Bester Nebendarsteller für Lust auf Anderes
- 2002: Nominierung für den Publikumspreis beim Europäischen Filmpreis für Asterix und Obelix: Mission Kleopatra
- 2007: Nominierung für den César in der Kategorie Bester Hauptdarsteller für Prête-moi ta main
- 2025: Nominierung für den César in der Kategorie Bester Nebendarsteller für L’amour ouf